# Schloss Wiesenburg (Sachsen)

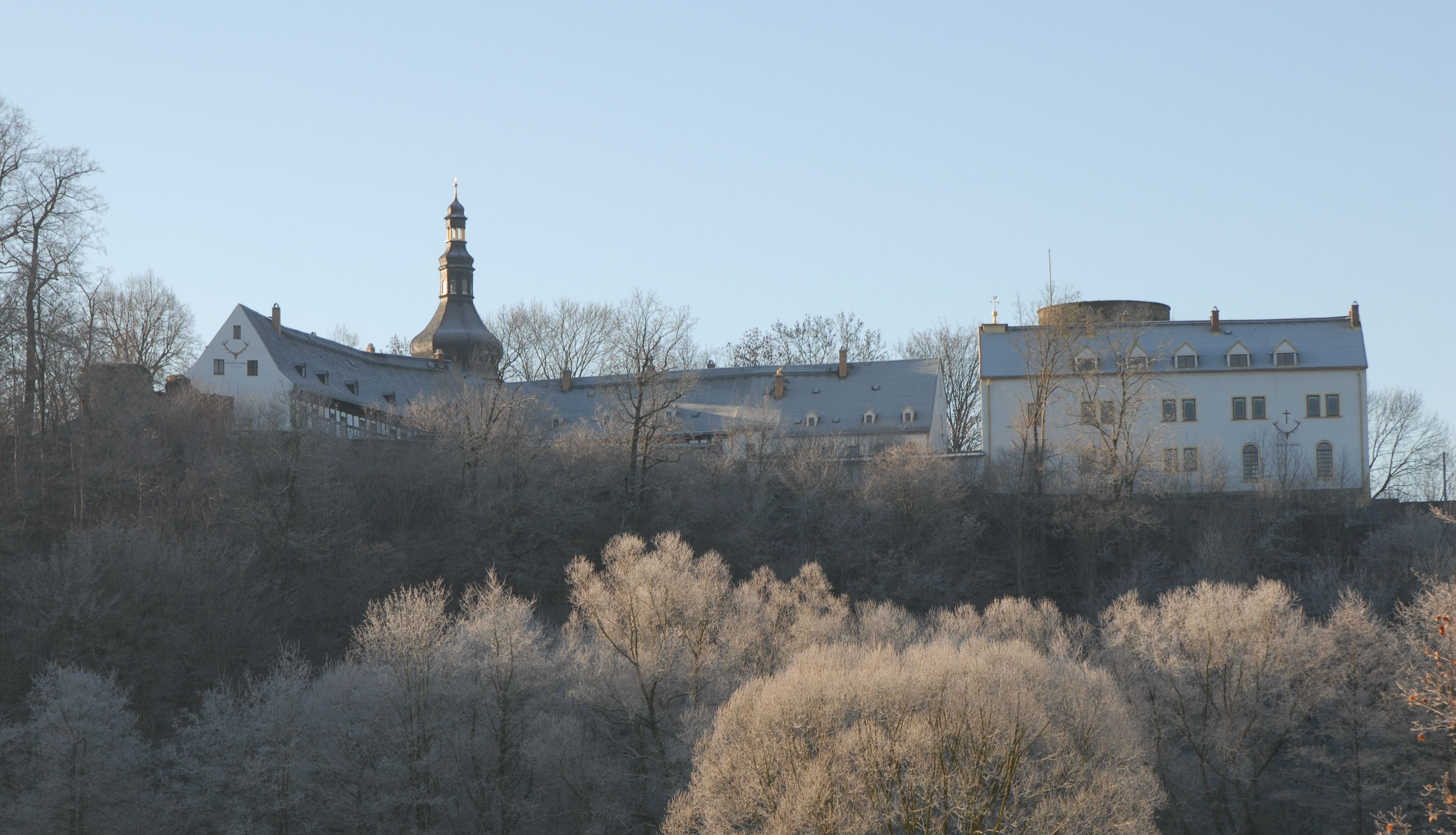
Schloss Wiesenburg

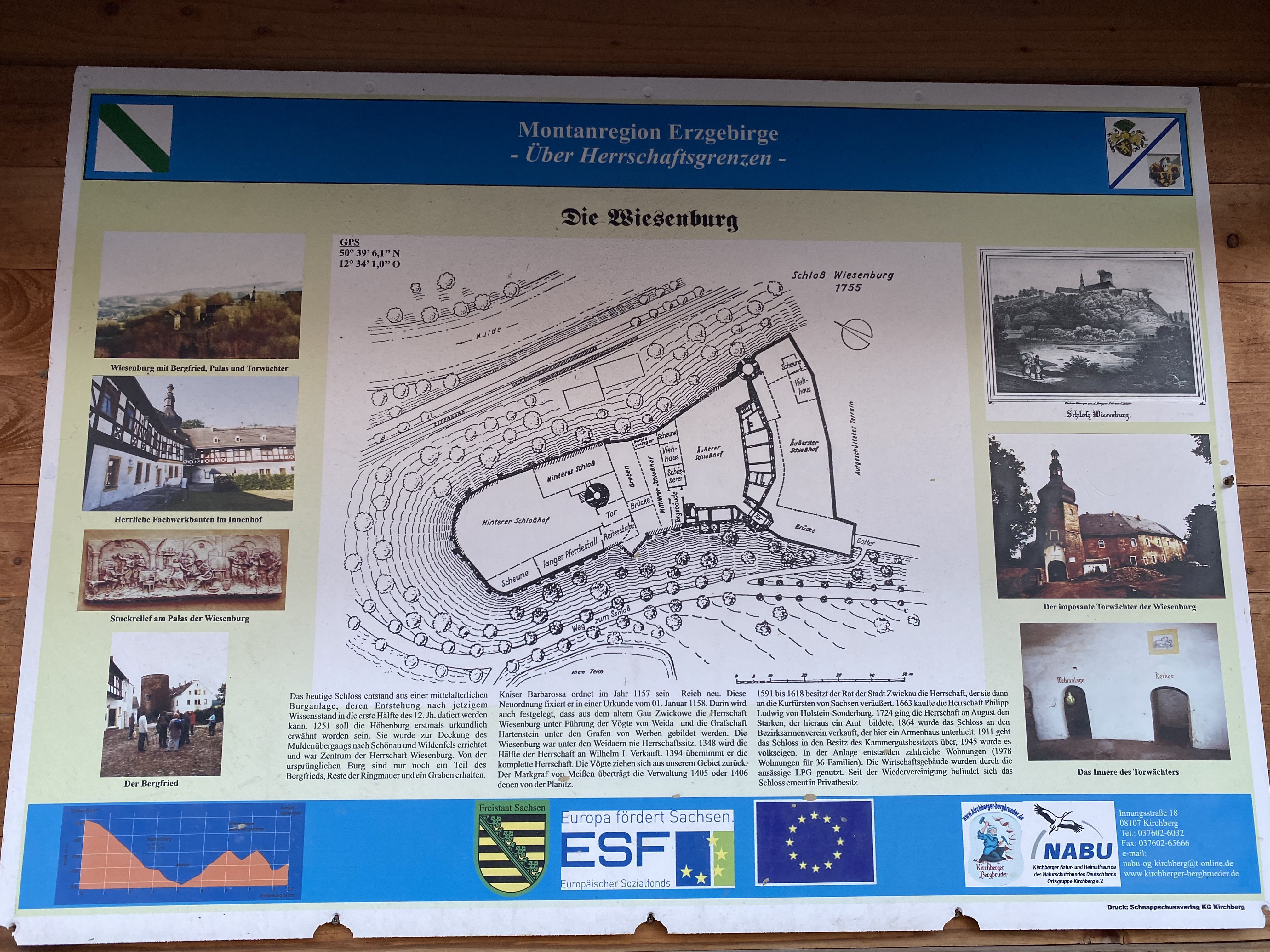
Infotafel Wiesenburg

Das Schloss Wiesenburg befindet sich im Wildenfelser Ortsteil Wiesenburg auf einer Anhöhe über dem südöstlichen Ufer der Zwickauer Mulde in Sachsen. Die Anlage deckte die Muldenbrücke nach Schönau und Wildenfels und war Zentrum der Herrschaft Wiesenburg. Sagen berichten von einem Geheimgang, der die Burg mit einem „Raubschloss“ im Kiefricht, einem Wäldchen auf der anderen Seite des Muldentales, verbindet.

## Lage
Das Schloss befindet sich im Nordosten von Wiesenburg auf einem nach Nordwesten gerichteten Bergsporn, zwischen der Zwickauer Mulde und einem Nebenbach.

## Bauliche Anlagen
Das heutige Schloss entstand aus einer mittelalterlichen Burganlage. Deren Errichtung begann vermutlich um das Jahr 1200. 1251 wurde die Höhenburg erstmals urkundlich erwähnt ("Erbo officiatus de Wissenberck"). Im 14. Jahrhundert erfolgten Erweiterungen der Anlage.
Von der ursprünglichen Burg sind nur noch ein Teil des runden Bergfrieds, Reste der Ringmauer und ein Graben erhalten. Der heutige Innenhof mit seinen Fachwerkbauten sowie der achteckige Torturm entstanden während des Wiederaufbaus nach dem Dreißigjährigen Kriege im Jahr 1664.
Das Schloßareal wurde (als Burgstall der ehemaligen Burg) am 18. Januar 1971 als Bodendenkmal "Schloß in Wiesenburg" eingetragen.

## Geschichte und Besitzer

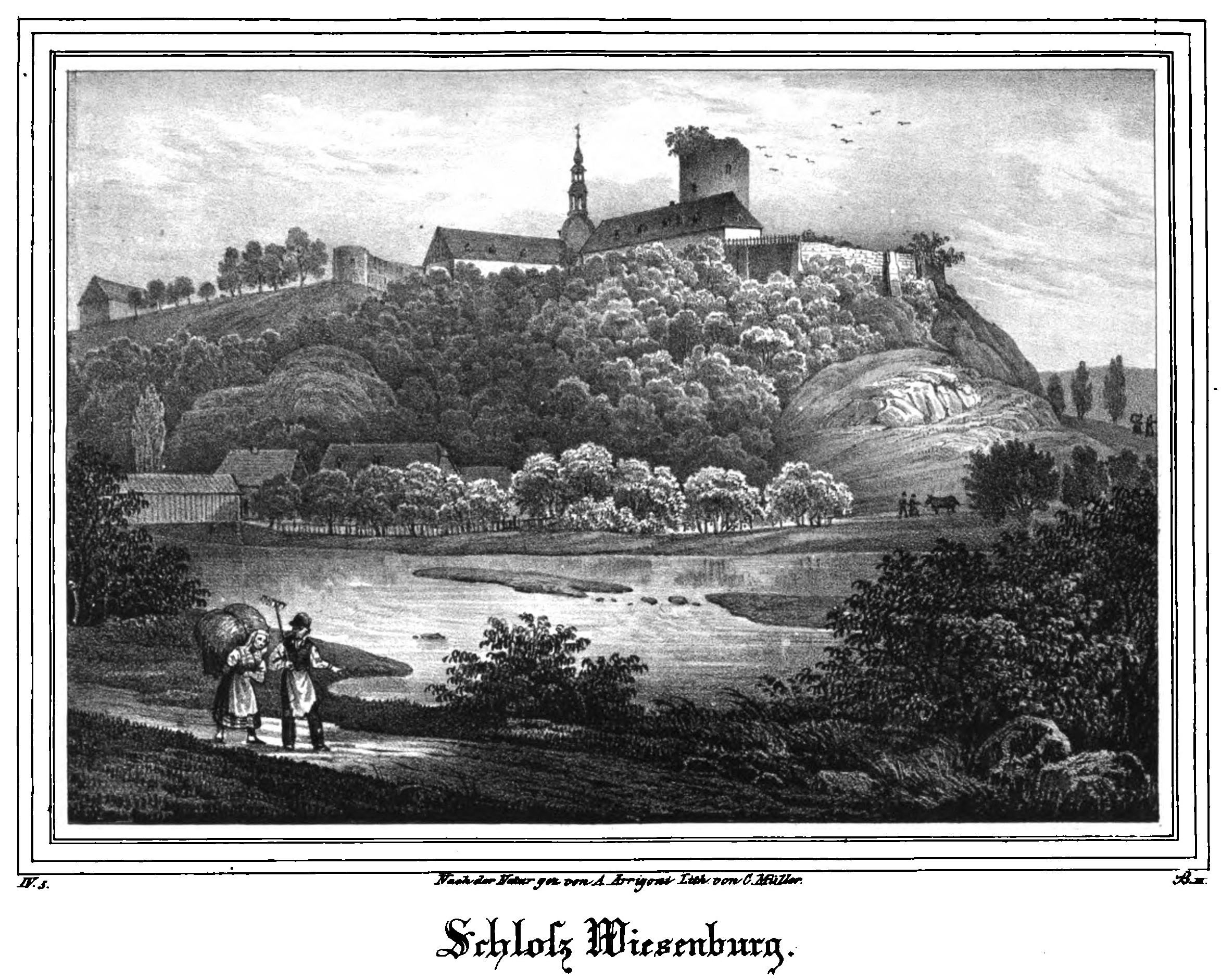
Schloss Wiesenburg nach einer Zeichnung von Anton Arrigoni, lithographiert von Carl Wilhelm Arldt, 1839

Erste Besitzer waren die Vögte von Weida, die von hier aus die Besiedelung des Kirchberger Beckens und des Muldegebietes südöstlich von Zwickau überwachten. Fronpflichtig waren mehr als zwanzig Dörfer der Herrschaft Wiesenburg, zum Beispiel alle Siedlungen des Rödelbachtales. Später wechselten die Eigentümer mehrfach. So war die Burg 1350 unter wettinische Hoheit gelangt. 1412 bis 1591 war die Familie von der Planitz Eigentümer der Burg. 1523, also noch vor dem Bauernkrieg, wurde die Burg von ihren Fronbauern geplündert. Die Stadt Zwickau kaufte 1591 Burg und Herrschaftsgebiet, 1618 erwarb sie der sächsische Kurfürst. Die Herrschaft nebst der Stadt Kirchberg wurde 1663 an Philipp Ludwig von Holstein-Sonderburg verkauft, dessen Haus nach dem Schloss Schleswig-Holstein-Sonderburg-Wiesenburg genannt wird. 1724 verkaufte dessen Enkel Leopold die Herrschaft an August den Starken, der hieraus das Amt Wiesenburg bildete. Der Palas stürzte 1803 ein. 1864 wurden Schloss und Kammergut getrennt, das Schloss wurde an den Bezirksarmenverein verkauft. 1864 bis 1911 befand sich ein Armenhaus im Schloss, bevor es 1911 zurückgekauft wurde. 1945 wurde das Schloss volkseigen. In der Anlage wurden zahlreiche Wohnungen eingerichtet. Die Wirtschaftsgebäude wurden durch die ansässige LPG genutzt.
Nach der Wiedervereinigung befand sich das Schloss ab 1992 in Privatbesitz und war öffentlich nicht zugänglich. Im August 2024 wurde Schloss Wiesenburg durch die Gemeinde Wildenfels erworben und soll nach einer Notsicherung und Beräumung wieder öffentlich zugänglich gemacht werden. Über konkrete Nutzungspläne ist noch nichts bekannt.